# Ottmar Mergenthaler
Ottmar Mergenthaler (Bad Mergentheim, Confederación Germánica, 11 de mayo de 1854 - Baltimore, Estados Unidos, 28 de octubre de 1899) fue un inventor alemán. 
Nació en Hachtel, Württemberg, Alemania, tercer hijo de un maestro de escuela y aprendiz de relojero anterior a su llegada a Baltimore, Maryland en 1872. En 1878, se nacionalizó como ciudadano estadounidense. Inventó la linotipia en 1886, una máquina que le permitía a un operador colocar automáticamente caracteres, lo que revolucionó la industria de la imprenta. Murió de tuberculosis en Baltimore en 1899.

## Honores
Un edificio fue nombrado en su honor, en la Universidad Johns Hopkins, así también como una escuela media en Baltimore.